# Guillermo Mordillo
Guillermo Mordillo Menéndez (4. srpna 1932 Buenos Aires – 29. června 2019) byl argentinský autor komiksů, známý díky svým kresleným vtipům beze slov, převážně s náměty ze světa zvířat, věnoval se také sportovní tematice. Ilustroval dětské knihy jako pohádky Charlese Perraulta nebo Ezopovy bajky, pracoval v Limě jako reklamní výtvarník pro firmu McCann Erickson, byl animátorem ve studiu Paramount Pictures, kde se podílel na filmech o Pepkovi námořníkovi. Od roku 1963 žil v Evropě (Paříž, Mallorca, Monako), jako karikaturista spolupracoval s nakladatelstvím Glénat a časopisy Pif Gadget, Paris Match, El Papus nebo La Codorniz. Jugoslávský režisér Miki Muster vytvořil podle jeho obrázků animovaný film Mordillo. Obdržel komiksovou cenu Prix Yellow-Kid a Zlatou palmu na mezinárodním festivalu humoru v italském městě Bordighera. V roce 2015 odsoudil útok na redakci časopisu Charlie Hebdo.